# Rosa d'oro
La rosa d'oro è una distinzione onorifica, attribuita dai papi della Chiesa cattolica. Si trattava inizialmente di una singola rosa d'oro, in seguito di un cespo con più rose in oro e pietre preziose.

## Origine e significato
La rosa d'oro viene benedetta dai papi la quarta domenica di Quaresima, detta domenica Laetare o domenica della rosa.
Non è nota l'origine di questa cerimonia collocata intorno all'inizio astronomico della primavera. Certamente la stagione delle prime fioriture dava spunto in molti luoghi a feste particolari. Ad esempio, nel X secolo a Roma vi era un'usanza popolare che celebrava la vittoria della primavera sull'inverno con chiassose feste nelle quali s'adornavano di fiori persone, case e vie; mentre i Bizantini nella terza domenica di Quaresima celebravano una festa in onore del Santo Legno della Croce, al quale rendevano omaggio con fiori.
Certamente il rito della benedizione della rosa era già in uso prima del pontificato di san Leone IX (1049-1054), il quale chiese ai monasteri da lui fondati in Alsazia una rosa d'oro già fusa o il quantitativo d'oro sufficiente a confezionarla. La richiesta doveva essere soddisfatta in tempo per la celebrazioni della domenica Laetare. Nei primi tempi, il papa benediceva la rosa d'oro nel corso della liturgia che si teneva nella basilica di Santa Croce in Gerusalemme a Roma e, al suo rientro nel palazzo lateranense, la donava al prefetto dell'Urbe, che aveva partecipato al rito a nome della città. La rosa d'oro indicava gioia e allegrezza per la Pasqua imminente e simboleggiava il Cristo. All'unico Signore si chiedeva che la Chiesa, per mezzo delle buone opere, potesse associarsi alla fragranza di quel fiore e spandere il buon profumo di Cristo nel mondo. Successivamente i papi cominciarono a consegnare la rosa d'oro a sovrani e anche a santuari, mentre la cerimonia aveva luogo nella Sala dei Paramenti del Palazzo Vaticano. A chi la riceveva in dono veniva riconosciuto di portare il buon odore di Cristo con la vita e le opere al servizio della Chiesa. Anche il dono a una chiesa riconduce allo stesso significato: portare Cristo al mondo.

## Segno di particolare distinzione
I papi usano consegnare la rosa d'oro a sovrani, a stati esteri o a santuari come segno di speciale distinzione.
Il più antico donativo della rosa d'oro come segno di distinzione risulta essere quello che papa Urbano II fece al signore di Tours Fulcone, conte d'Angiò e d'Angers, nel 1096, in occasione della sua visita alla città.
La ricevettero tra gli altri Enrico VIII re d'Inghilterra, Maria regina di Scozia, il conte Amedeo VI di Savoia nel 1364, per aver combattuto i turchi e riconquistato Gallipoli, Federico il Savio elettore di Sassonia, la Repubblica di Lucca, Ludovico III Gonzaga marchese di Mantova per aver ospitato nel 1459 il concilio di Mantova.
Il cardinale Vincenzo Maria Orsini, il quale fu per trentott'anni arcivescovo di Benevento e che mantenne tale titolo anche dopo essere stato eletto Papa con il nome di Benedetto XIII (1724-1730), donò nel 1725 la rosa d'oro alla cattedrale della città. L'antico gioiello è sopravvissuto ai bombardamenti della seconda guerra mondiale che distrussero la basilica ed è oggi conservato nel locale museo diocesano.
In origine era destinata a re o regine, ma dopo il 1759 esclusivamente alle regine. Le ultime a riceverlo furono: Isabella del Brasile reggente dell'Impero brasiliano (1888) per l'abolizione della schiavitù in Brasile, Vittoria Eugenia di Battenberg regina di Spagna (1923), Elisabetta di Wittelsbach (1925) ed Elena di Savoia (1937). Nel 1956 fu concessa alla granduchessa Carlotta del Lussemburgo.
Il 30 settembre 1925, per la prima volta, la Chiesa universale celebrò Santa Teresa di Lisieux. In questa occasione papa Pio XI offrì alla santa la rosa d'oro. Fu la prima volta che questo dono pontificio venne offerto ad una persona defunta.
Inoltre, la rosa d'oro può essere recata anche a un santuario. La basilica di San Marco a Venezia la ottenne da papa Gregorio XVI nel 1833. Ultimamente hanno ricevuto questo riconoscimento da papa Benedetto XVI il santuario di Nostra Signora di Aparecida in Brasile, in occasione del suo pellegrinaggio nel 2007, quelli di Nostra Signora della Misericordia di Savona e di Nostra Signora della Guardia di Genova durante la visita pastorale in Liguria del 17 e 18 maggio 2008, alla cappella della Grazia di Altötting (Baviera), alla patrona di Sardegna, Nostra Signora di Bonaria di Cagliari, venerata nell'omonimo santuario, durante la visita del papa del 7 settembre 2008, all'icona del pontificio Santuario della Beata Vergine del Rosario di Pompei. Una rosa d'oro è stata deposta dal pontefice Benedetto XVI davanti alla Madonna di Roio in occasione della sua visita nelle zone colpite dal sisma in Abruzzo il 28 aprile 2009.
Papa Francesco ha voluto conferire la rosa d'oro alla Madonna di Guadalupe nel corso di una celebrazione nella basilica di San Pietro il 22 novembre 2014, al Santuario della Consolata nel corso della sua visita pastorale a Torino il 21 giugno 2015, alla Madonna di Fátima in occasione del suo pellegrinaggio al santuario portoghese il 12 maggio 2017, alla Madonna dei Martiri il 20 aprile 2018 durante la sua visita a Molfetta, nel 2019 alla Beata Vergine di Csíksomlyó (Șumuleu) in Transilvania (Romania), alla Madonna dei sette dolori, il 15 settembre 2021, presso il Santuario di Šaštín, al termine del suo viaggio apostolico in Slovacchia, all'icona Salus populi romani presso la basilica di Santa Maria Maggiore in Roma, l'8 dicembre 2023, e alla statua della Madonna di Luján a Vanimo, nel corso del suo viaggio apostolico in Papua Nuova Guinea, l'8 settembre 2024.

## Latore della rosa d'oro
Fino alla riforma della Corte pontificia del 1968 esisteva l'incarico di latore della rosa d'oro, affidato a un cameriere laico, generalmente un principe romano, che s'incaricava di consegnare materialmente una rosa d'oro alle personalità, o ai santuari, a cui era indirizzata dal papa. La carica di latore della rosa d’oro venne istituita come carica di corte stabile da papa Leone XIII nel 1893 con personaggi spesso provenienti dal mondo della diplomazia pontificia. Tale carica venne ricoperta dal conte Soderini fino al 1910, quando Pio X decise di abolirla, in quanto giudicata non stabile. La carica venne in seguito ripristinata da Pio XII nel 1941 e venne attribuita a due principi romani, Luigi Massimo Lancellotti ed Enrico Barberini (quest’ultimo morto nel 1958 e sostituito dal conte Giuseppe Dalla Torre del Tempio di Sanguinetto).